# 沙咀道遊樂場

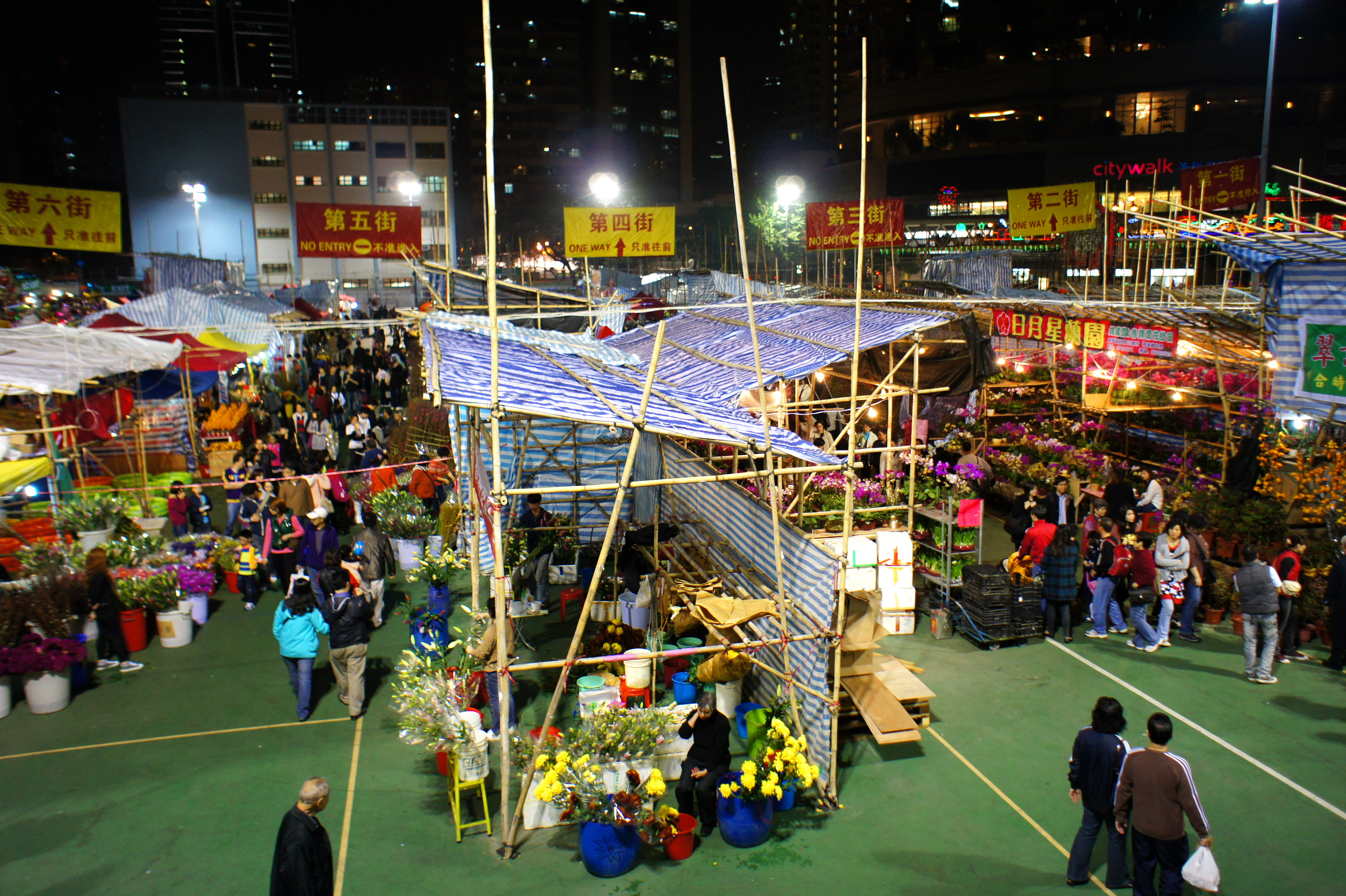
沙咀道遊樂場是香港年宵市場場地之一

沙咀道遊樂場（英語：Sha Tsui Road Playground），又稱沙咀道球場，是香港一個露天運動場地，位於新界荃灣沙咀道171號至199號。該處臨近荃灣官立中學、荃灣潮州公學、海壩街官立小學等學校，因此不少學校均在此上體育課。此外，此處亦不時用來作攤檔。

## 設施
沙咀道遊樂場設有 2 個硬地小型足球場（附有蓋看台）及 3 個網球場。

## 活動
- 盂蘭勝會

自1970年開始，每年荃灣潮僑街坊盂蘭勝會都在荃灣沙咀道遊樂場舉辦。
- 中秋節綵燈晚會

每年新界西中秋節綵燈晚會均於沙咀道遊樂場舉行。
- 年宵市場

每年荃灣區年宵市場都在沙咀道遊樂場舉行，是區內較大型的年宵市場，亦是香港面積第二大的年宵市場。
- 其他活動

每年除夕的倒數活動亦會在此舉行。
2007年10月29日鄉議局在球場舉行第32屆執委就職禮，並筵開500席盆菜宴請各處鄉民。

## 鄰近
- 沙咀道
- 大河道
- 海壩街
- 福來邨
- 啟志街